# 小樋山樹
小樋山 樹（こひやま しげる、1989年10月13日 - ）は、日本のラグビー指導者。元ラグビー選手。

## プロフィール
- 大阪府出身[1]。
- ポジションはスクラムハーフ(SH)。
- 身長 170cm、体重 79kg
- ニックネームはしげる、コヒ。
- U20日本代表スコッドに選ばれたことがある[2]。

## 来歴
ラグビーは4歳から始めた。
2008年、関西学院高校卒業後、関西学院大学に入る。なお関西学院高校時代、高校日本代表に選ばれ、第31回高校東西対抗試合に西軍として出場した。
2012年、関西学院大学卒業後、栗田工業ウォーターガッシュに加入。同年9月15日に行われたトップイーストリーグ1部第2節のクボタスピアーズ戦に先発出場で公式戦初出場を果たす。
2014年、NTTドコモレッドハリケーンズに加入。
2020年4月、関西学院大学ラグビー部の監督就任のため、3月をもってNTTドコモレッドハリケーンズ退団。